# باتريك دراحي
باتريك دراحي (بالفرنسية: Patrick Drahi)‏ هو رجل أعمال وملياردير يهودي مغربي فرنسي إسرائيلي. ولد في مدينة الدار البيضاء في المغرب من عائلة مغربية يهودية.

## حياته و تعليمه
عاش طفولته في المغرب درس ابتدائي في المغرب عندما وصل عمره 15 سنة بعدها هاجرت عائلته إلى مدينة مونبيليه , فرنسا حيث أكمل دراسته الثانوية والجامعية في المدرسة المتعددة التكنولوجية وهي من أعرق الجامعات الفرنسية بعدها هاجر إلى إسرائيل يثحدث باتريك باللغة بالدارجة المغربية واللغة الفرنسية والإنجليزية والعبرية والبرتغالية.
متزوج من سيدة سورية أرثوذكسية اعتنقت الديانة اليهودية وله منها أربعة اولاد.

## أعماله
يعتبر باتريك دراحي من أهم رجال أعمال في فرنسا وإسرائيل و أوروبا والعالم فهو يمتلك مجموعة شركات ألتيس القابضة العالمية من أكبر الشركات في فرنسا وأوروبا وفي العالم في مجال اتصالات والهاتف النقال والأنترنت أسس باتريك شركة برتغال تيليكوم وهي من أكبر شركات الاتصالات في البرتغال ويملك باتريك أكبر نسبة أسهم في أكبر وأهم شركة اتصالات في فرنسا وأوروبا الشركة الفرنسية للاتصالات بشراكة مع فيفاندي العالمية ويملك القناة الإخبارية الإسرائيلية العالمية آي 24 نيوز ويملك الشركة العالمية هوت إسرائيل أكبر شركة عالمية في إسرائيل في مجال الإتصالات والإنترنت ويملك القناة الإخبارية الفرنسية قناة بي أف إم.
صنفته فوربس سنة 2016 من أغنى رجال الأعمال في فرنسا و من أغنى الرجال في أوروبا والعالم.